# Kronglas

Akromatisk lins.

Kronglas är en typ av glas som används inom optiken, vars mest karaktäristiska drag är att den orsakar en låg dispersion (abbetal större än 50).
Kronglas används tillsammans med flintglas för tillverkning av akromatiska linssystem. För att minska dispersionen (och därmed reducera den kromatiska aberrationen) sätter man samman en konvex lins av kronglas med en svagare konkav lins av flintglas (som har högre dispersion i förhållande till brytningen).
Då de båda glassorterna har olika färgspridningsförmåga, kan den färgspridning, som uppstår av flerfärgat ljus vid brytning med en enkel lins, någorlunda upphävas.
Ursprungligen var kronglas ett alkaliglas av typen böhmisk kristall, men senare har flera olika optiska glassorter framställts med motsvarande egenskaper. Beteckningen avser därför numera optiska glas med liten ljusbrytning och liten färgspridning.